# Nico Sager
Nico Sager (* 16. August 2004) ist ein österreichischer Handballspieler.

## Karriere
Sager begann in seiner Jugend beim SC Ferlach Handball zu spielen. Außerdem lief der Rechtshänder 2017/18 für die Neue Mittelschule Ferlach bei den österreichischen Schulmeisterschaften auf. Seit 2022/23 läuft der Außenspieler vermehrt in der ersten Mannschaft der Kärntner auf. Ab der Saison 2025/26 wird Sager für den Alpla HC Hard auflaufen.

## Sonstiges
Neben dem Handball spielte Sager in seiner Jugend auch Fußball beim DSG Ferlach.